# Step Up
Step Up er en amerikansk dansefilm fra 2006 instrueret af Anne Fletcher med Channing Tatum og Jenna Dewan i hovedrollerne.

## Handling
Handlingen udspiller sig i Baltimore, hvor uromageren og gadedanseren Tyler Gage bor med sin plejefamilie. Hans bedste venner er Mac Carter og dennes lillebror, Skinny. Sammen går de til fester og stjæler biler rundt omkring i nabolaget. En aften, efter at være blevet smidt ud fra en fest, bryder de tre ind på Maryland School of Arts og begår hærværk. Tyler forhindrer at hans to venner bliver fanget, men må se sig selv arresteret. Hans straf lyder på 200 timers samfundstjeneste på skolen, hvor han begik hærværk. Her bliver han sat til at hjælpe skolens pedel med rengøring og oprydning. Men en eftermiddag ser den studerende balletdanserinde Nora Clark tilfældigvis Tyler danse på parkeringspladsen. Da hendes dansepartner bliver skadet, tilbyder Tyler sin hjælp, som hun modvilligt tager imod. Igennem dansen får Tyler ikke kun nye venner i Nora, Miles og Lucy, men også nye ambitioner om at blive andet end en rebelsk social taber.

## Medvirkende
- Channing Tatum som Tyler Gage
- Jenna Dewan som Nora Clark
- Mario som Miles Darby
- Drew Sidora som Lucille "Lucy" Avila
- Damaine Radcliff som Mac Carter
- De'Shawn Washington som Skinny Carter
- Alyson Stoner som Camille Gage
- Rachel Griffiths som Director Gordon
- Josh Henderson som Brett Dolan
- Tim Lacatena som Andrew

## Diverse
- Channing Tatum og Jenna Dewan vandt en Teen Choice Award for bedste dans på film. Channing Tatum var også nomineret som bedste skuespiller i en dramafilm, men vandt dog ikke.
- Den britiske singer/songwriter Jamie Scott fra bandet Jamie Scott & The Town medvirker kort med en optræden og nogle få replikker, som kæreste til Drew Sidoras rolle.

## Soundtrack
1. Young Joc feat. 3LW – 'Bout it
2. Ciara feat. Chamillionaire – Get up
3. Sean Paul feat. Keyshia Cole – (When you gonna) Give it up to me
4. Petey Pablo – Show me the money
5. Kelis – 80's joint
6. Samantha Jade – Step up
7. Chris Brown – Say Goodbye (audio clip)
8. Anthony Hamilton – Dear Life
9. Drew Sidora feat. Mario – For the love
10. Clipse feat. Re-Up Gang og Roscoe P. Goldchain – Ain't cha
11. Youngbloodz – I'mma shine
12. Dolla – Feelin' myself
13. Drew Sidora – 'Til the dawn
14. Deep Side – Lovely
15. Gina Rene – U must be
16. Jamie Scott – Made

## Fortsættelser
Filmen blev efterfulgt af fire efterfølgere: Step Up 2: The Streets (2008), Step Up 3D (2010), Step Up Revolution (2012) og Step Up All In (2014).